# المنصور محمد دوم
المنصور محمد دوم (انگلیسی: Al-Mansur Muhammad II؛ ۱۲۱۴ – ۱۲۸۴)، امیر ایوبی حمات از سال ۱۲۴۴ تا ۱۲۸۴ میلادی بود.